# Bernard Sénéquier
Bernard Jacques Christophe Sénéquier, né le 25 juillet 1784 à Toulon où il est mort le 4 juillet 1868, est un peintre et un sculpteur français.
Il est l'auteur de nombreuses sculptures sur bois conservées dans des édifices de la côte toulonnaise.

## Biographie
Bernard Sénéquier entre en 1799 comme apprenti dans l'atelier de sculpture de l'Arsenal dirigé par Joseph Louis Hubac, qui le nomme ensuite contremaître sculpteur. En 1816, il succède à Bertulus comme professeur de dessin à l’École de navigation. Il occupera ce poste jusqu'en 1848 et aura, entre autres, pour élève Daumas, Montagne et Louis Cauvin son successeur.
Avec Louis Hubac, maître-sculpteur de la Marine, Sénéquier réalise la chaire de la cathédrale Notre-Dame-de-la-Seds de Toulon et exécute les bas-reliefs des chaires d'Ollioules, de La Garde, du Beausset et de Saint-François de Toulon.
En peinture, il manifeste une préférence pour les sujets d'intérieur. Il s'exerce aussi au paysage qu'il traite avec une savante minutie et un grand souci d'exactitude.
Bernard Sénéquier, qui fut longtemps trésorier de la Société académique du Var, meurt à Toulon le 4 juillet 1868.

## Œuvres dans les collections publiques
- Toulon :
  - église Saint-François-de-Paule : chaire en noyer, 1848.
  - cathédrale Notre-Dame-de-la-Seds : sanctuaire et stalles du chœur du sanctuaire.
  - musée d'art de Toulon : Église des Cordeliers à Hyères, 1825, huile sur toile, .
  - musée du Vieux Toulon : Intérieur de la cathédrale Sainte-Marie, à Toulon, huile sur toile.